# Kokkola
Kokkola (/ˈkokːolɑ/, en suédois : Karleby), aussi anciennement appelé Carleby, est une ville de Finlande, capitale de la région d'Ostrobotnie centrale.
En 2021, la ville compte 47 915 habitants.

## Histoire
La ville a été fondée en 1620 sur la côte du golfe de Botnie par le roi de Suède Gustave II Adolphe pour servir de port d'exportation du goudron végétal du Kainuu. Dans les années suivantes, une importante activité de construction de navires se développe, ce qui en fait la ville la plus riche de Finlande dans les dernières années du XVIIe siècle.
La ville reste puissante jusqu'au XIXe siècle. Elle résiste vaillamment à un débarquement de l’armée britannique pendant la guerre de Crimée (en 1854). Reliée à l'Empire russe par la voie ferrée dès 1885, elle connaît un relatif déclin après l'indépendance de la Finlande.
Elle offre aujourd'hui le visage d'un petit centre administratif avec un quartier ancien de maisons en bois.
En 2009, les municipalités de Lohtaja, Kälviä et Ullava ont fusionné avec Kokkola.

## Géographie
Kokkola est située sur la côte du golfe de Botnie à 120 kilomètres au nord de Vaasa et à près de 200 kilomètres au sud d'Oulu.
Elle est bordée par les municipalités suivantes : Halsua, Kalajoki, Kannus, Kaustinen, Kruunupyy, Lestijärvi, Luoto et Toholampi.

## Démographie
L'évolution démographique de Kokkola est la suivante:
| Année      | 1751 | 1805  | 1860  | 1900  | 1930  | 1964   | 1996   |
| ---------- | ---- | ----- | ----- | ----- | ----- | ------ | ------ |
| population | 978  | 1 710 | 2 231 | 2 648 | 5 703 | 18 145 | 35 552 |

| Année      | 2011   | 2015   | 2020   |
| ---------- | ------ | ------ | ------ |
| population | 46 260 | 47 413 | 47 792 |

## Politique et administration

### Conseil municipal
Les résultats des élections municipales finlandaises de 2012 à Kokkola sont les suivants:
| Parti | Parti                           | Résultats | Sièges |
| ----- | ------------------------------- | --------- | ------ |
|       | Parti du centre                 | 26,9 %    | 14     |
|       | Parti social-démocrate          | 18,9 %    | 10     |
|       | Parti de la Coalition nationale | 14,1 %    | 7      |
|       | Parti populaire suédois         | 11,8 %    | 6      |
|       | Vrais Finlandais                | 10,1 %    | 5      |
|       | Chrétiens-démocrates            | 9,1 %     | 5      |
|       | Alliance de gauche              | 4,9 %     | 2      |
|       | Ligue verte                     | 4,0 %     | 2      |

### Subdivisions administratives
Les 9 agglomérations de Kokola sont: Kokkolan keskustaajama, Kälviän kirkonseutu, Lohtajan kirkonkylä, Marinkainen, Peltokorpi, Ruotsalo, Knivsund, Sokoja, Himangan kirkonkylä.
Les quartiers de Kokkola sont:
- Hakalahti
- Halkokari
- Hollihaka
- Isokylä
- Jokilaakso
- Junnila
- Kaustari
- Kirkonmäki
- Kiviniitty
- Koivuhaka
- Lappilanmäki
- Linnusperä
- Nuolipuro
- Matalamaa
- Mesilä
- Mäntykangas
- Neristan
- Pikiruukki
- Rytimäki
- Torkinmäki
- Tullimäki
- Villaviken
- Ykspihlaja
- Ventus

## Lieux et monuments

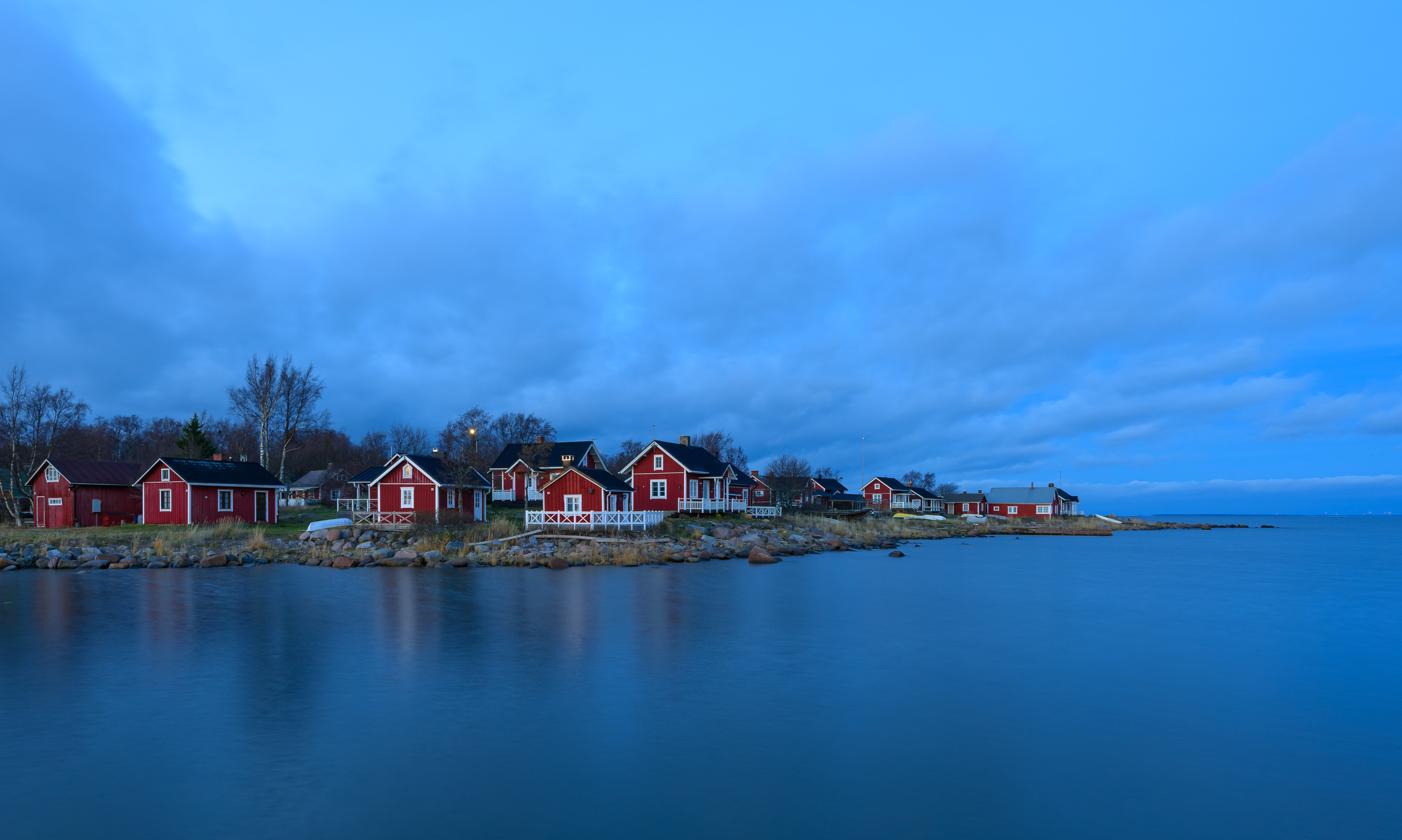
Sur l'ile d'Ohtakari, à Kokkola. Novembre 2019.

- Neristan (fi),
- Bâtiment Pedagogio,
- Église de Kaarlela
- Tankar (fi)
- Phare de Tankar
- Ohtakari (fi)
- Églises de géant
- Port de Kokkola
- Hôpital central d'Ostrobotnie centrale

## Économie

### Principales entreprises
En 2022, les principales entreprises de Kokkola par chiffre d'affaires sont :
| Société                 | C.A.   |
| ----------------------- | ------ |
| Osuuskauppa KPO         | 657 M€ |
| Umicore Finland Oy      | 450 M€ |
| Kokkolan Halpa-Halli Oy | 308 M€ |
| Boliden Kokkola Oy      | 255 M€ |
| Jervois Finland Oy      | 244 M€ |
| Rauanheimo Kokkola      | 107 M€ |
| Ahola Transport         | 88 M€  |
| CABB Oy                 | 83 M€  |
| Kokkolan Energia Oy     | 57 M€  |
| Autoliike Nystedt Oy    | 48 M€  |

### Employeurs
En 2022, ses plus importants employeurs sont:
| Employeur                  | Employés |
| -------------------------- | -------- |
| Osuuskauppa KPO            | 1588     |
| Kokkolan Halpa-Halli Oy    | 1286     |
| Boliden Kokkola Oy         | 670      |
| Centria-ammattikorkeakoulu | 302      |
| Umicore Finland Oy         | 302      |
| CABB Oy                    | 235      |
| Rauanheimo Kokkola         | 232      |
| Hilla Group Oyj            | 225      |
| Jervois Finland Oy         | 214      |
| Finnmaster Boats Oy        | 175      |

## Transports
Kokkola est à l’intersection de la nationale 8 (Turku-Oulu), nationale 13 (Kokkola-Lappeenranta) et nationale 28 (Kokkola-Kajaani).
Kokkola est traversée par les routes régionales 749, 757 et 756.
Le port de Kokkola est l'un des plus actifs du pays.
La gare de Kokkola a de bonnes liaisons au nord avec Ylivieska et Oulu et au sud avec Seinäjoki, Tampere et Helsinki.
L'aéroport de Kokkola-Pietarsaari est situé dans la commune de Kronoby à 19 km de Kokkola.

## Personnalités
| - Anders Chydenius, penseur des lumières - Petteri Forsell, footballeur - Eero Heinäluoma, homme politique - Juho Kuosmanen, réalisateur - Olli Mäki, boxeur | - Mauri Peltokangas, homme politique - Tuomo Puumala, homme politique - Grels Teir, homme politique - Jutta Urpilainen, femme politique - Gustav Björkstrand, évêque |

## Jumelages et partenariats
La ville de Kokkola est jumelée avec les villes suivantes :
| Ville | Ville                       | Pays | Pays       |
| ----- | --------------------------- | ---- | ---------- |
|       | Averøy                      |      | Norvège    |
|       | Boldog                      |      | Hongrie    |
|       | Commune de Järva-Jaani (en) |      | Estonie    |
|       | Fitchburg                   |      | États-Unis |
|       | Fredericia                  |      | Danemark   |
|       | Fushun                      |      | Chine      |
|       | Grand Sudbury               |      | Canada     |
|       | Hatvan                      |      | Hongrie    |
|       | Härnösand                   |      | Suède      |
|       | Kristiansund                |      | Norvège    |
|       | Marijampolė                 |      | Lituanie   |
|       | Mörbylånga                  |      | Suède      |
|       | Ratingen                    |      | Allemagne  |
|       | Ullånger                    |      | Suède      |

## Galerie

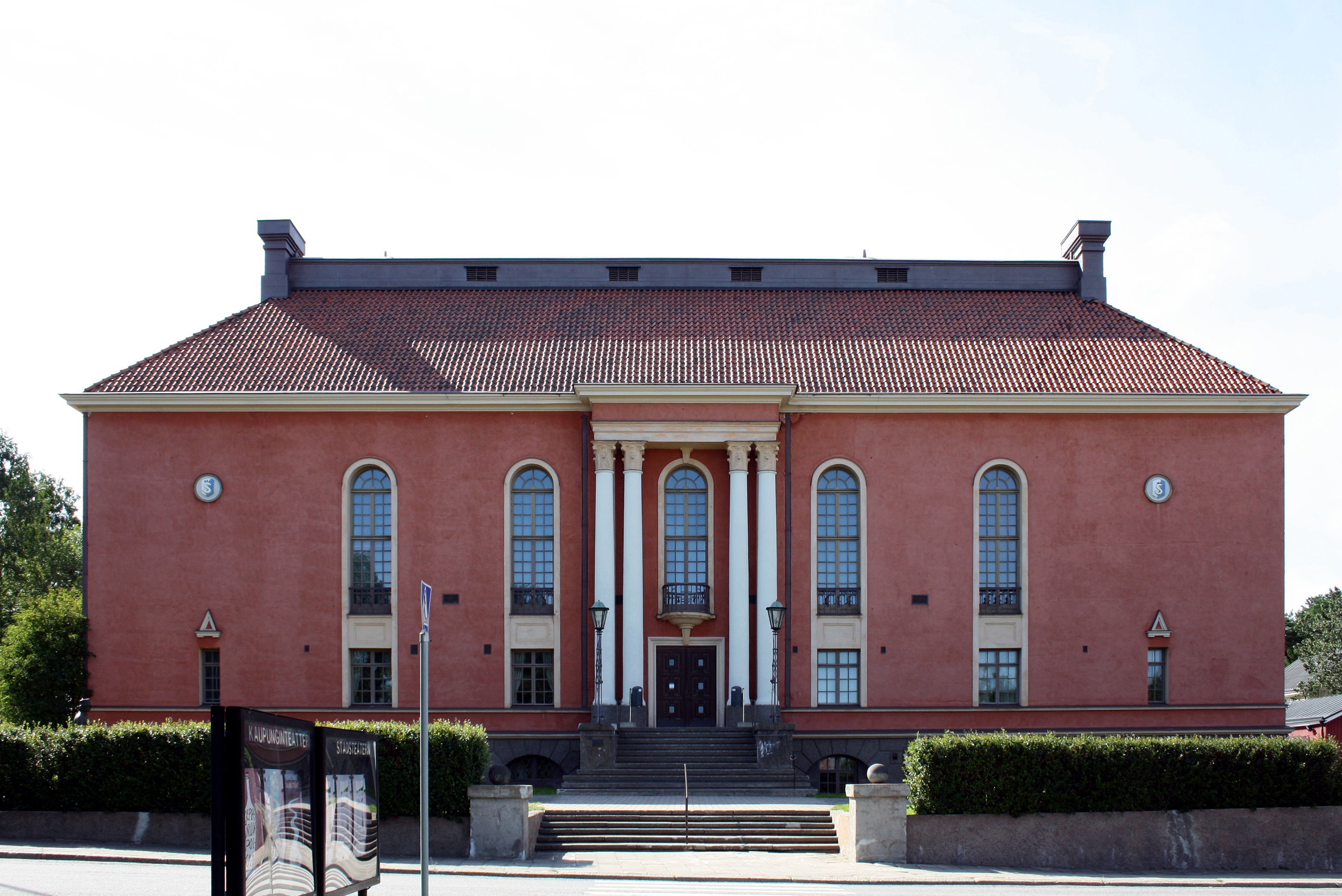
Théâtre municipal de Kokkola.
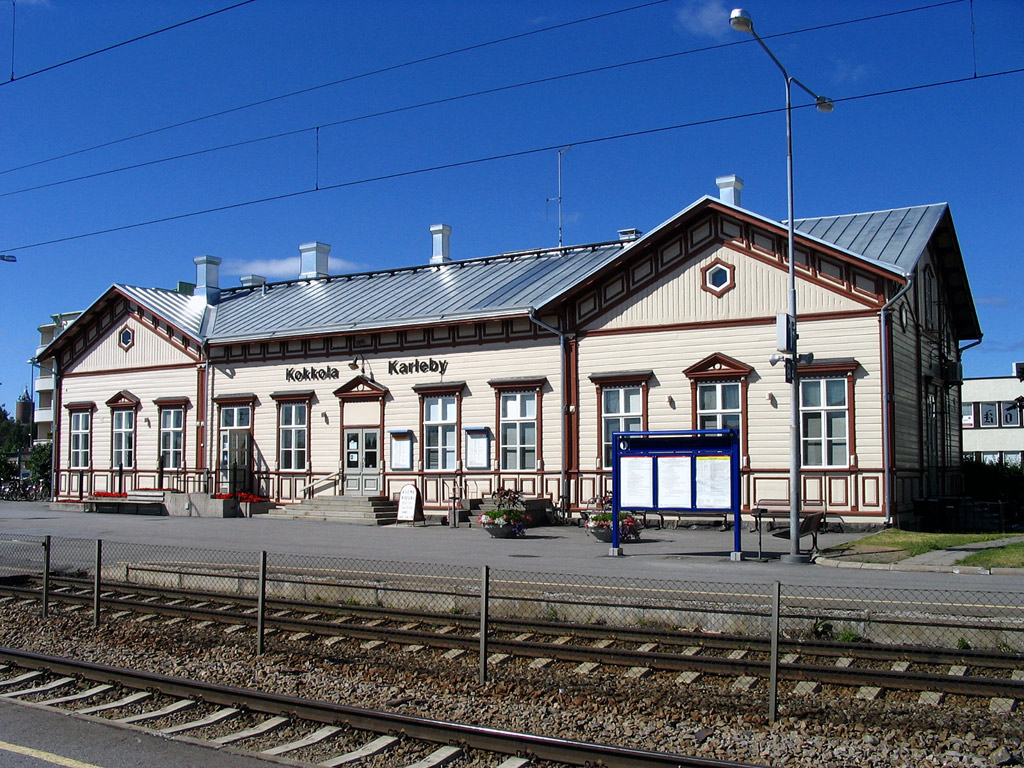
Gare de Kokkola.
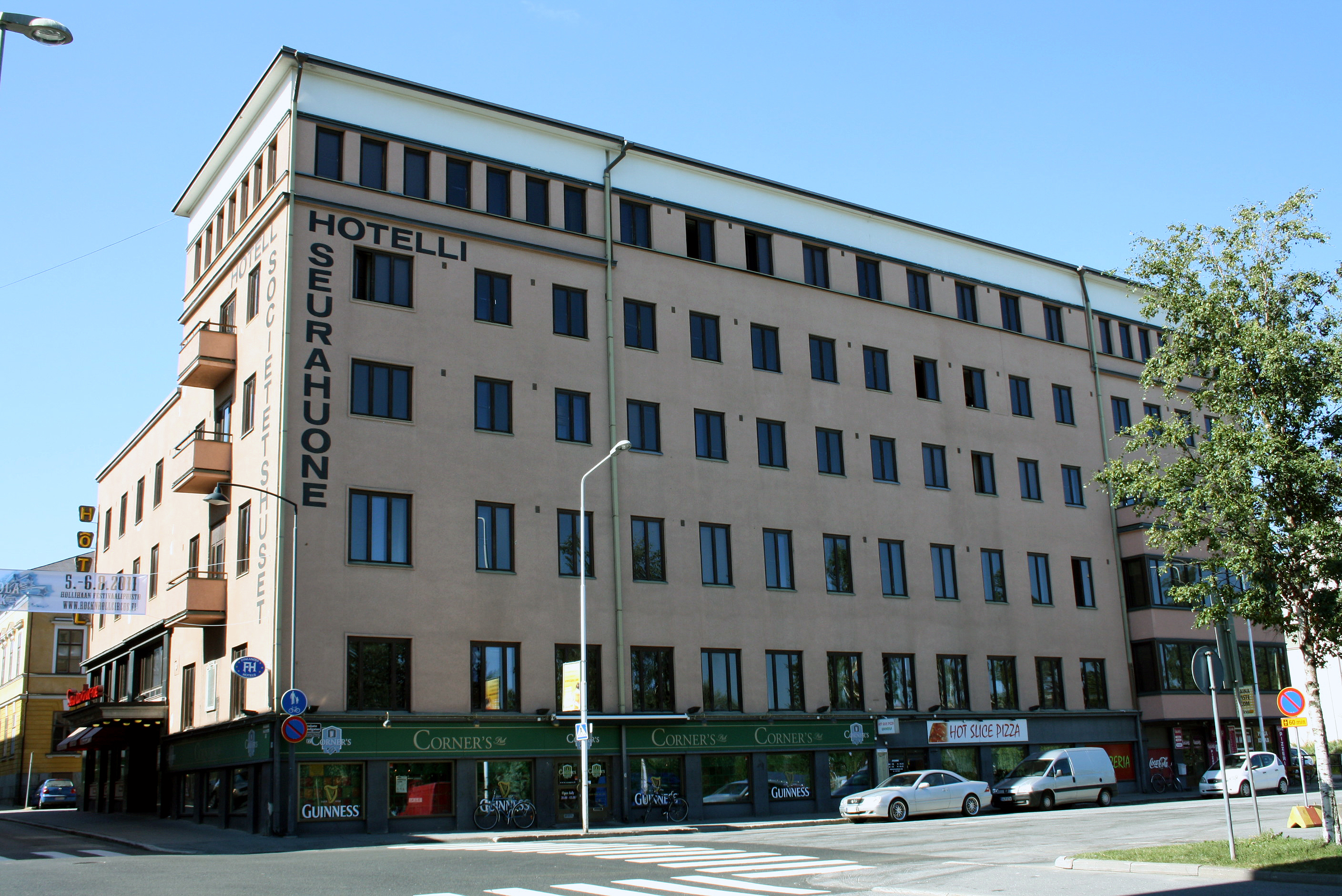
Hôtel Seurahuone.
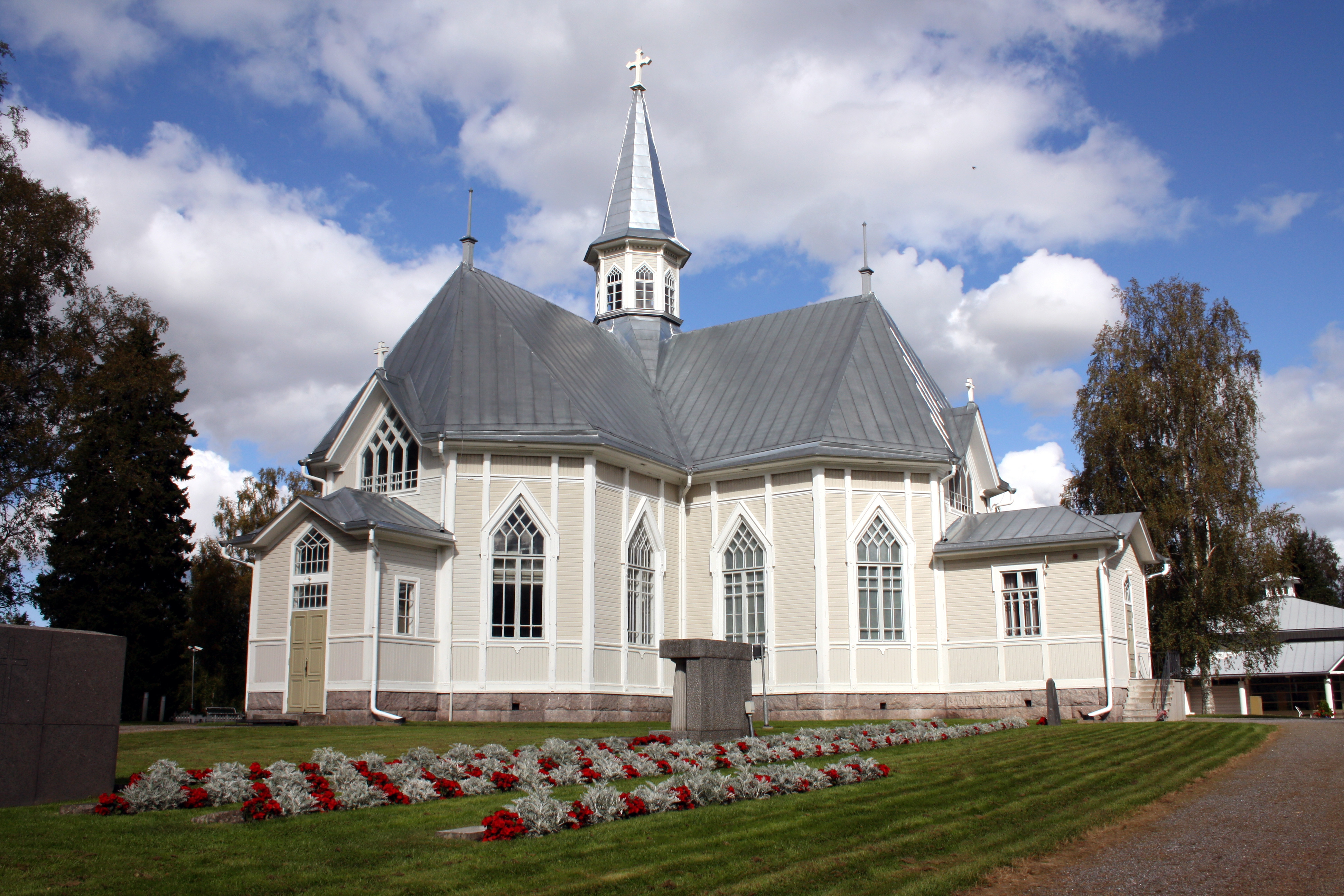
Église de Kälviä.
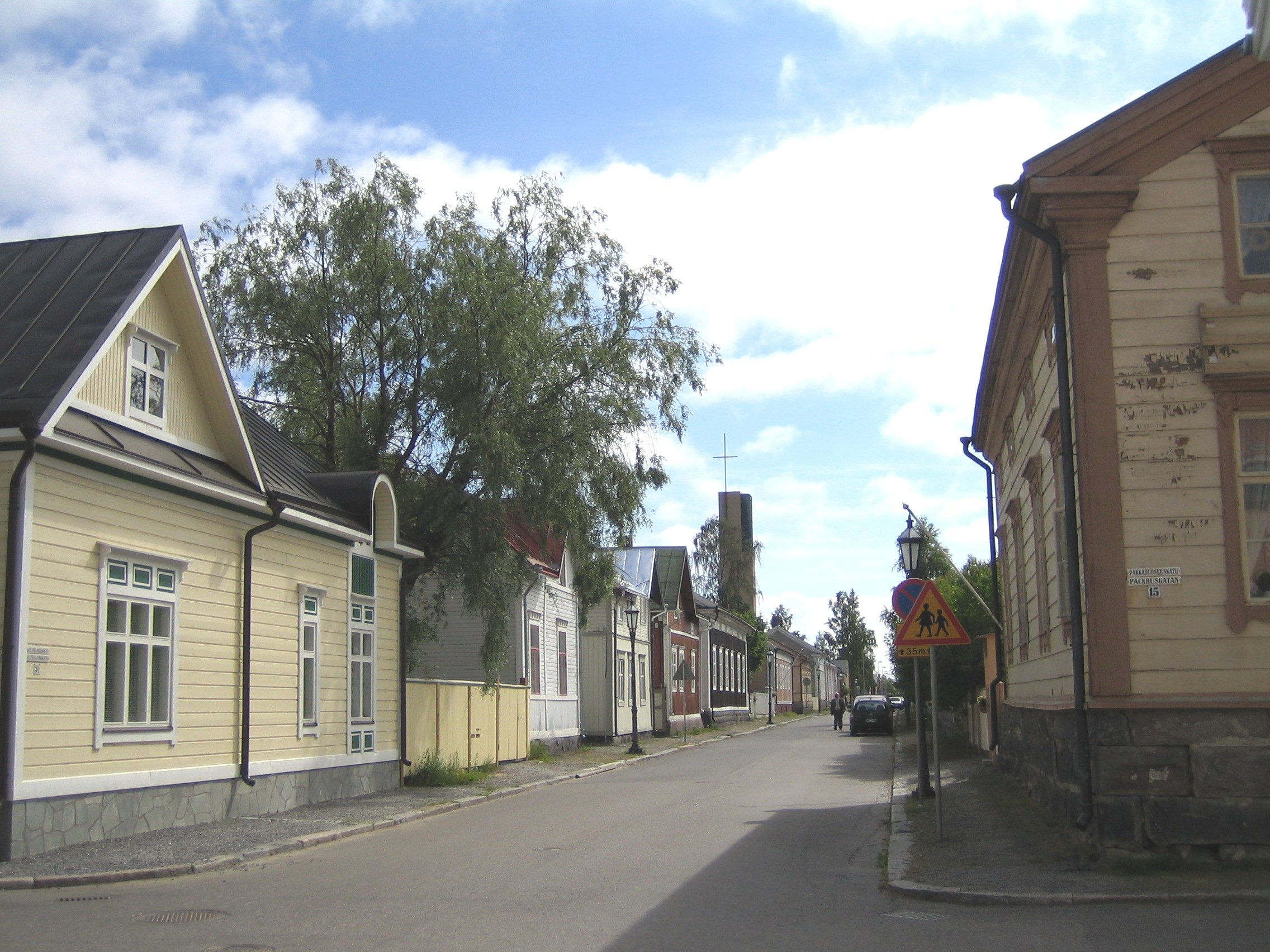
Vieille ville de Kokkola (fi)
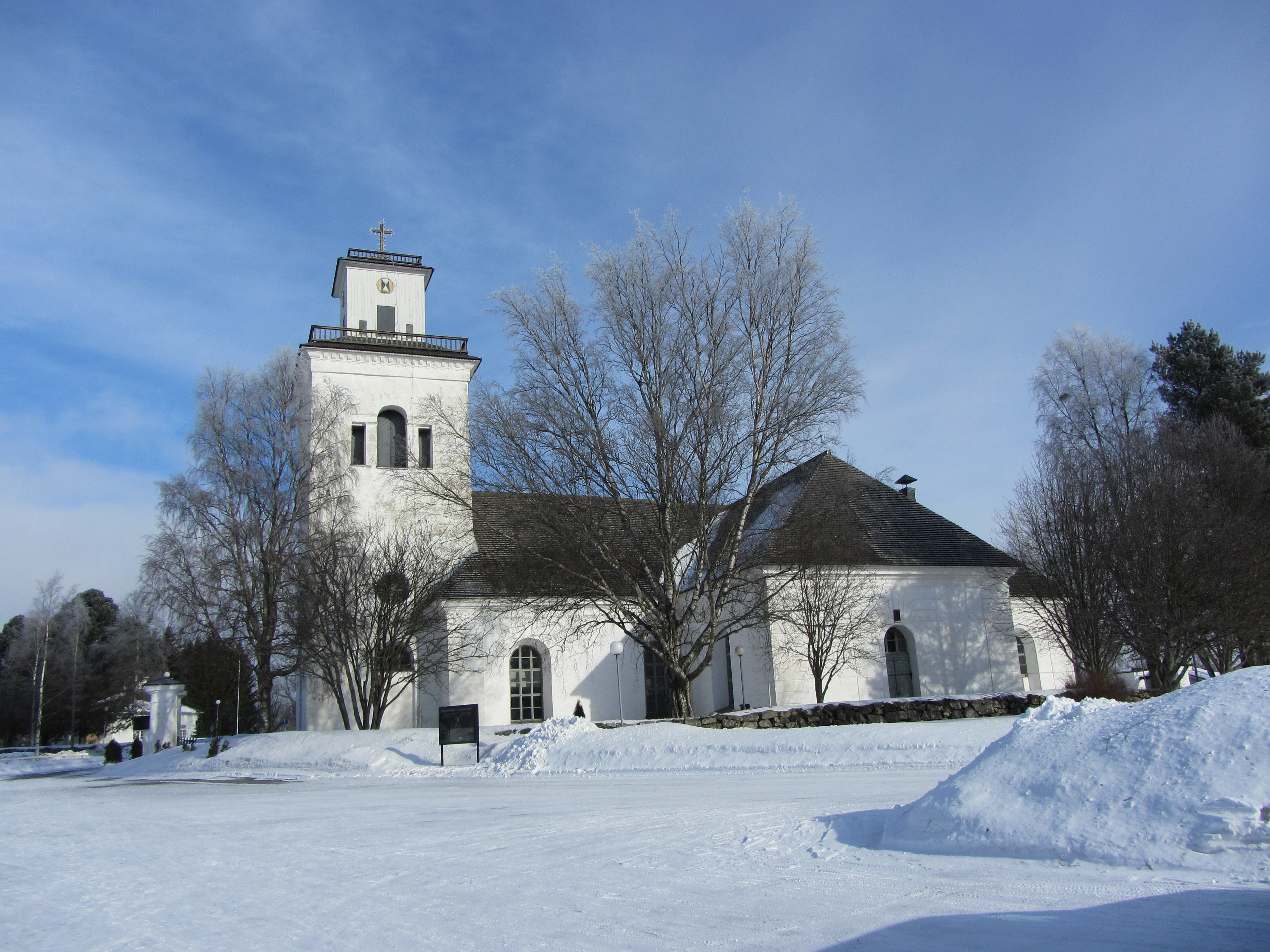
Église de Kaarlela.